# Reise nach Kandahar
Reise nach Kandahar – englischer Filmtitel Kandahar – (persisch ﺳﻔﺮ قندهار) ist ein Filmdrama des iranischen Regisseurs Mohsen Makhmalbaf aus dem Jahr 2001. Es spielt in Afghanistan zur Zeit des Regimes der fundamentalistischen Taliban.

## Handlung
Die Journalistin Nafas ist im Alter von 16 Jahren aus ihrer Heimat Afghanistan geflohen und lebt seitdem in Kanada. Im Sommer 1999 erhält sie einen Brief ihrer Schwester, die einst bei einer Minenexplosion beide Beine verlor und noch immer in Afghanistan lebt. Da sie ihr Schicksal nicht länger ertragen kann, teilt sie Nafas mit, sie werde sich während der letzten Sonnenfinsternis des 20. Jahrhunderts das Leben nehmen.
Nafas beschließt, zu ihrer Schwester nach Kandahar zu reisen, um sie von ihren Plänen abzuhalten. Auf einem Tonbandgerät zeichnet sie während der gefahrvollen Reise ihre Gedanken auf. Nafas schließt sich zunächst einer afghanischen Familie an, um über den Iran nach Afghanistan einreisen zu können. Gemäß den Vorschriften der fundamentalistischen Taliban trägt sie eine Burka, die ihren Körper vollständig bedeckt. Als die Reisegruppe in der Wüste von Räubern überfallen wird, beschließt die Familie umzukehren; Nafas bleibt alleine zurück. Auf einem Friedhof lernt sie den jungen Koranschüler Khak kennen, der sie für 50 US-Dollar nach Kandahar führen will.
Als Nafas unterwegs erkrankt, sucht sie in einer Stadt einen Arzt auf. Dieser entpuppt sich als US-amerikanischer Auswanderer namens Tabib Sahid, der nach Afghanistan ging, um Gott zu finden. Er rät Nafas, den Jungen fortzuschicken, da den Einheimischen nicht zu trauen sei, und bietet sich selbst als Begleiter an. Tabib fährt Nafas zu einer von polnischen Ärztinnen geführten Station des Roten Kreuzes, in der an Minenopfer Beinprothesen verteilt werden. Dort übergibt er die junge Frau an den Afghanen Hayat, der sie an ihr Ziel bringen soll. Die beiden schließen sich einer Hochzeitsgesellschaft an, die singend durch die Wüste zieht. Bei einer Kontrolle durch die Taliban wird Nafas gefangen genommen. Ihrer Schwester kann sie nicht mehr helfen.
Der Film zeigt den schweren Alltag in Afghanistan während der Herrschaft der Taliban, der von Krankheit, Gewalt und kriegsähnlichen Zuständen geprägt ist. Die Hauptfigur Nafas verspürt am eigenen Leib, wie vor allem Frauen von den Taliban unterdrückt werden.

## Hintergrund
Die Handlung des Films beruht auf einer wahren Begebenheit. Der Regisseur und Drehbuchautor Mohsen Makhmalbaf erhielt eines Tages Besuch von einer afghanischen Frau, die nach Kanada geflohen war und nun erfahren hatte, dass sich ihre Freundin das Leben nehmen wolle. Die Frau bat den Regisseur, sie auf ihrer Reise nach Kandahar zu begleiten, was dieser jedoch ablehnte. Auch die meisten anderen Figuren beruhen laut einer Aussage Makhmalbafs auf realen Personen.
Reise nach Kandahar wurde hauptsächlich im iranisch-afghanischen Grenzgebiet gedreht. Einzelne Szenen entstanden in der afghanischen Wüste, allerdings ohne Erlaubnis der Taliban. Die Schauspieler waren allesamt Laiendarsteller. Nelofer Pazira, die die Hauptrolle übernahm, war als Kind ebenfalls aus Afghanistan nach Kanada geflohen. Tabib Sahid wurde von Dawud Salahuddin gespielt, der 1980 den iranischen Diplomaten Ali Akbar Tabatabai ermordet hatte und während der Premiere des Films mit internationalem Haftbefehl gesucht wurde. Wie seine Filmfigur stammt auch Salahuddin aus den USA und konvertierte später zum Islam.
Der Film feierte seine Premiere am 11. Mai 2001 bei den Internationalen Filmfestspielen von Cannes, erhielt dort jedoch nur wenig Aufmerksamkeit. Ein Journalist soll Makhmalbaf sogar gefragt haben, warum er für seinen Film kein wichtigeres Thema gewählt habe. Erst nach den Terroranschlägen vom 11. September 2001 und dem Krieg gegen die Taliban in Afghanistan, fand Reise nach Kandahar ein breiteres Publikum.
2003 drehte Nelofer Pazira die Dokumentation Return to Kandahar.

## Kritik
- Lexikon des internationalen Films: „Der Film beschreibt, als erstes fiktionales Werk, in Form eines Reisetagebuchs auf sachliche, aber eindringliche und fesselnde Weise die repressiven Zustände unter dem radikal-islamischen Taliban-Regime. Die Nähe zu den wirklichen Zuständen ist jederzeit sichtbar und durch die Besetzung mit authentischen Figuren tatsächlich erreicht.“[5]

## Auszeichnungen
Internationale Filmfestspiele von Cannes 2001
- Preis der Ökumenischen Jury für Mohsen Makhmalbaf
- Nominierung für die Goldene Palme

Europäischer Filmpreis 2001
- Nominierung in der Kategorie Bester nicht-europäischer Film

National Board of Review Awards 2001
- Freedom of Expression Award

Thessaloniki Filmfestival 2001
- FIPRESCI-Preis für Mohsen Makhmalbaf

Semana Internacional de Cine de Valladolid 2001
- Nominierung für die Goldene Ähre

Sindacato Nazionale Giornalisti Cinematografici Italiani 2002
- Nominierung für den Nastro d’Argento in der Kategorie Beste Regie eines fremdsprachigen Films für Mohsen Makhmalbaf

Political Film Society Awards 2003
- Nominierung in der Kategorie Exposé